# Dubaï Tour 2015
La 2e édition du Dubaï Tour a eu lieu du 4 au 7 février 2015. La course fait partie du calendrier UCI Asia Tour 2015 en catégorie 2.HC.
L'épreuve a été remportée par le Britannique Mark Cavendish (Etixx-Quick Step), vainqueur des première et quatrième étapes, respectivement six et dix secondes devant l'Allemand John Degenkolb (Giant-Alpecin), lauréat de la troisième étape, et l'Espagnol Juan José Lobato (Movistar).
Cavendish remporte également le classement par points, tandis que l'Italien Alessandro Bazzana (UnitedHealthcare) s'adjuge le classement des sprints et que le Danois Michael Valgren (Tinkoff-Saxo) termine meilleur jeune.

## Présentation
Pour sa deuxième édition, le Dubaï Tour est classé en catégorie 2.HC alors qu'il était en catégorie 2.1 lors de sa première édition.

### Parcours

Parcours des étapes
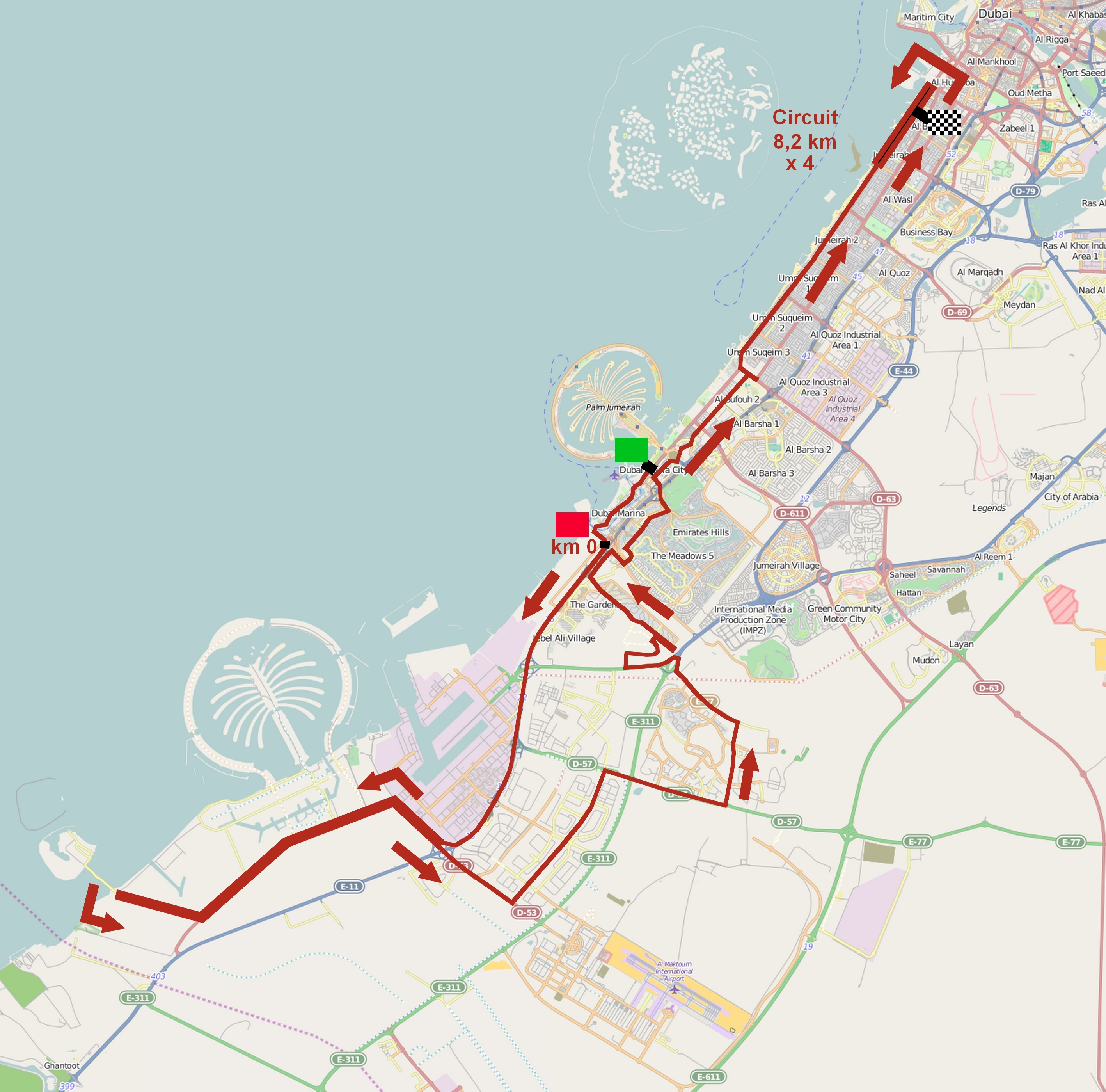
1re étape.
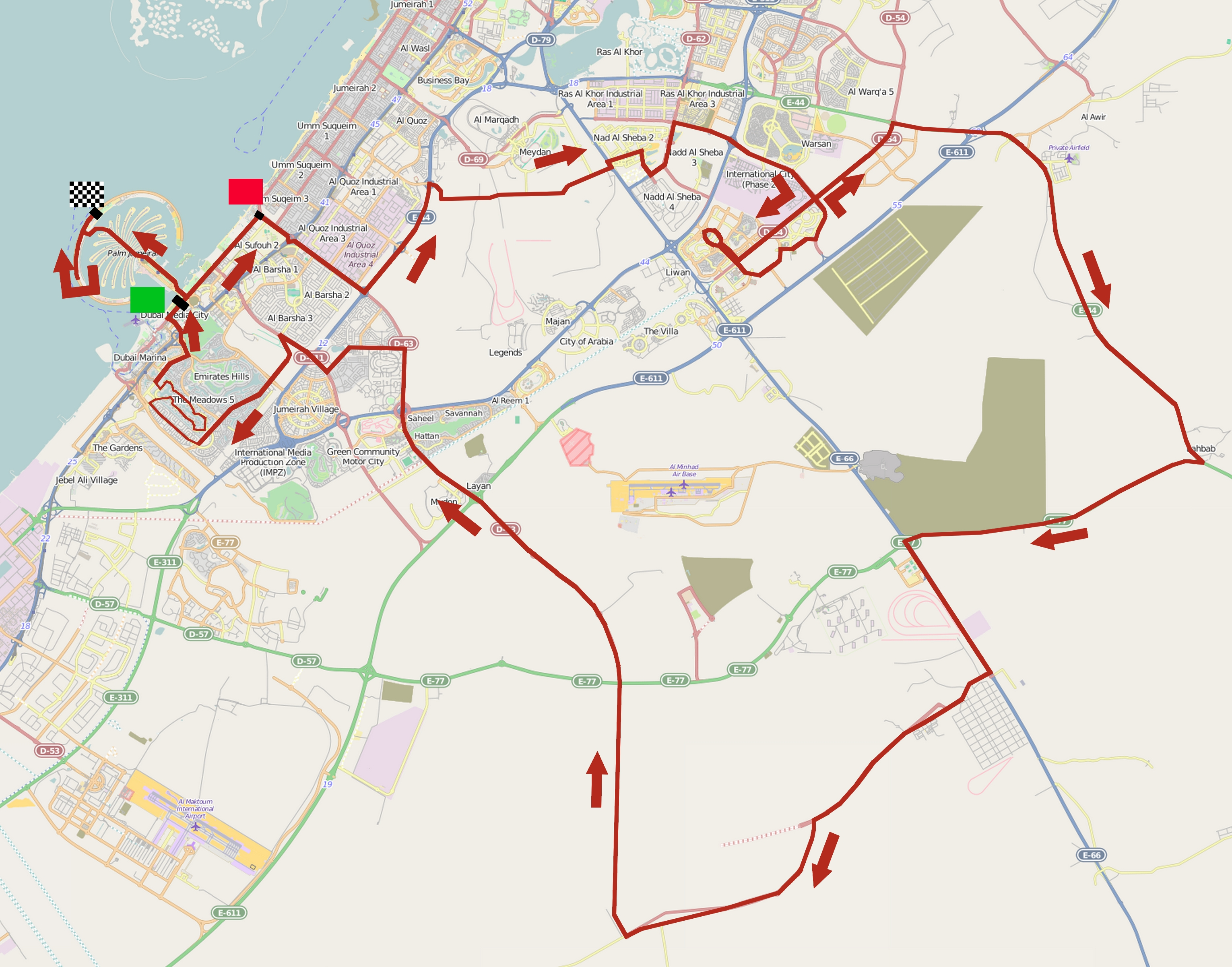
2e étape.
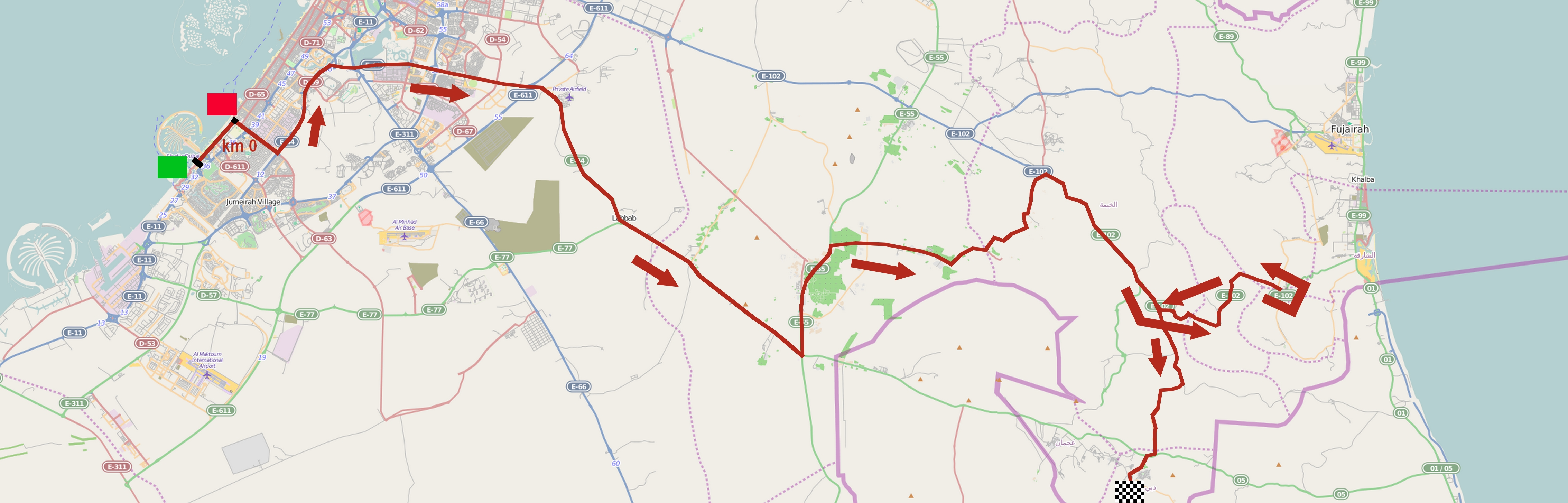
3e étape.
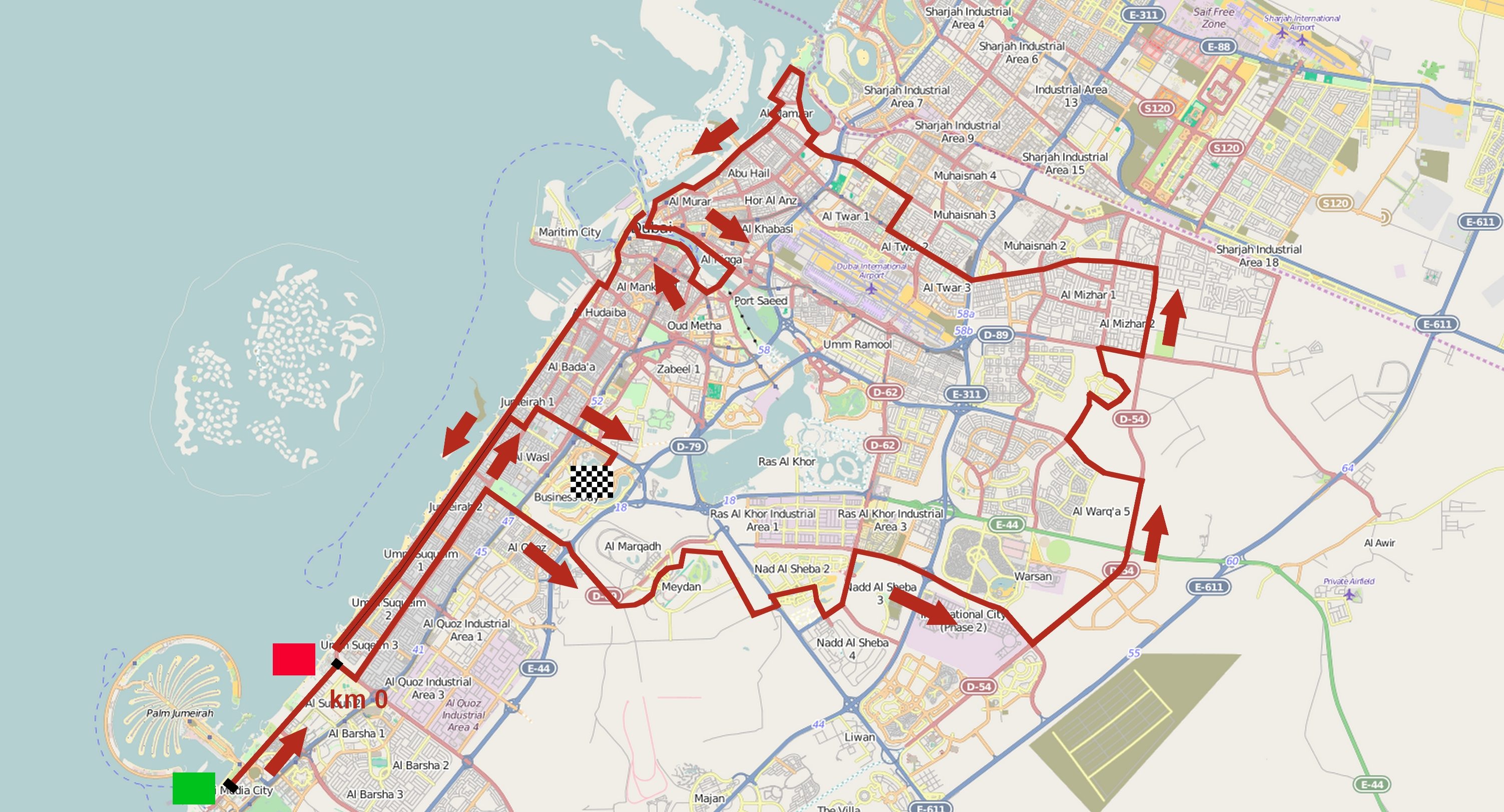
4e étape.

### Équipes
Classé en catégorie 2.HC de l'UCI Asia Tour, le Dubaï Tour est par conséquent ouvert aux WorldTeams dans la limite de 70 % des équipes participantes, aux équipes continentales professionnelles, aux équipes continentales émiraties et à une équipe nationale émiratie.
Seize équipes participent à ce Dubaï Tour - dix WorldTeams, quatre équipes continentales professionnelles, une équipe continentale et une équipe nationale :
| UCI WorldTeams   | UCI WorldTeams | UCI WorldTeams |
| Nom de l'équipe  | Pays           | Code           |
| ---------------- | -------------- | -------------- |
| AG2R La Mondiale | France         | ALM            |
| Astana           | Kazakhstan     | AST            |
| BMC Racing       | États-Unis     | BMC            |
| Etixx-Quick Step | Belgique       | EQS            |
| Giant-Alepcin    | Allemagne      | TGA            |
| Katusha          | Russie         | KAT            |
| Lampre-Merida    | Italie         | LAM            |
| Movistar         | Espagne        | MOV            |
| Sky              | Royaume-Uni    | SKY            |
| Tinkoff-Saxo     | Russie         | TCS            |

| Équipes continentales professionnelles | Équipes continentales professionnelles | Équipes continentales professionnelles |
| Nom de l'équipe                        | Pays                                   | Code                                   |
| -------------------------------------- | -------------------------------------- | -------------------------------------- |
| Bardiani CSF                           | Italie                                 | BAR                                    |
| CCC Sprandi Polkowice                  | Pologne                                | CCC                                    |
| Novo Nordisk                           | États-Unis                             | TNN                                    |
| UnitedHealthcare                       | États-Unis                             | UHC                                    |

| Équipe continentale | Équipe continentale | Équipe continentale |
| Nom de l'équipe     | Pays                | Code                |
| ------------------- | ------------------- | ------------------- |
| Skydive Dubai       | Émirats arabes unis | SKD                 |

| Équipe nationale                         | Équipe nationale    | Équipe nationale |
| Nom de l'équipe                          | Pays                | Code             |
| ---------------------------------------- | ------------------- | ---------------- |
| Équipe nationale des Émirats arabes unis | Émirats arabes unis | UAE              |

### Règlement de la course

#### Primes
Les vingt prix sont attribués suivant le barème de l'UCI,.

## Étapes
Le Dubaï Tour compte quatre étape pour un total de 663 kilomètres à parcourir. Toutes les étapes ont Dubaï pour départ et arrivée, à l'exception de la troisième qui se termine à Hatta. Avec 205 kilomètres, c'est aussi l'étape la plus longue, qui contrairement aux autres, est vallonnée.
| Étape     | Date      | Villes étapes                 |                 | Distance (km) | Vainqueur d’étape | Leader du classement général |
| --------- | --------- | ----------------------------- | --------------- | ------------- | ----------------- | ---------------------------- |
| 1re étape | 4 février | Dubaï - Dubaï                 | Étape de plaine | 145           | Mark Cavendish    | Mark Cavendish               |
| 2e étape  | 5 février | Dubaï - Dubaï (Palm Jumeirah) | Étape de plaine | 187           | Elia Viviani      | Mark Cavendish               |
| 3e étape  | 6 février | Dubaï - Hatta                 | Étape vallonnée | 205           | John Degenkolb    | John Degenkolb               |
| 4e étape  | 7 février | Dubaï - Dubaï (Burj Khalifa)  | Étape de plaine | 123           | Mark Cavendish    | Mark Cavendish               |

## Déroulement de la course

### 1reétape
La première étape du Dubaï Tour, formant un circuit dans Dubaï, a été remportée par le Britannique Mark Cavendish (Etixx-Quick Step) qui a parcouru les 145 kilomètres en 3 h 25, soit à une vitesse moyenne de 42,439 km/h. Il est suivi dans le même temps par les Italiens Andrea Guardini (Astana) et Elia Viviani (Sky). Cent-dix coureurs franchissent la ligne d'arrivée dans le même temps, tous les partants la franchissent. Le dernier est l'Émirati Essa Khalifa (Équipe nationale des Émirats arabes unis), à 15 min 47 s.
Cavendish est en tête du classement général et du classement par points, tandis que son compatriote Ben Swift (Sky) prend la tête du classement des sprints et l'Italien Paolo Simion (Bardiani CSF) celui du meilleur jeune.
| Classement de l'étape | Classement de l'étape | Classement de l'étape | Classement de l'étape | Classement de l'étape |
|                       | Coureur               | Pays                  | Équipe                | Temps                 |
| --------------------- | --------------------- | --------------------- | --------------------- | --------------------- |
| 1er                   | Mark Cavendish        | Royaume-Uni           | Etixx-Quick Step      | en 3 h 25 min 0 s     |
| 2e                    | Andrea Guardini       | Italie                | Astana                | m.t                   |
| 3e                    | Elia Viviani          | Italie                | Sky                   | m.t                   |
| 4e                    | Alexander Porsev      | Russie                | Katusha               | m.t                   |
| 5e                    | Juan José Lobato      | Espagne               | Movistar              | m.t                   |
| 6e                    | Luka Mezgec           | Slovénie              | Giant-Alpecin         | m.t                   |
| 7e                    | Andrea Palini         | Italie                | Skydive Dubai         | m.t                   |
| 8e                    | Paolo Simion          | Italie                | Bardiani CSF          | m.t                   |
| 9e                    | Daniel Oss            | Italie                | BMC Racing            | m.t                   |
| 10e                   | Martijn Verschoor     | Pays-Bas              | Novo Nordisk          | m.t                   |
| modifier              |                       |                       |                       |                       |

| Classement général | Classement général | Classement général | Classement général | Classement général |
|                    | Coureur            | Pays               | Équipe             | Temps              |
| ------------------ | ------------------ | ------------------ | ------------------ | ------------------ |
| 1er                | Mark Cavendish     | Royaume-Uni        | Etixx-Quick Step   | en 3 h 24 min 50 s |
| 2e                 | Andrea Guardini    | Italie             | Astana             | + 4 s              |
| 3e                 | Elia Viviani       | Italie             | Sky                | + 6 s              |
| 4e                 | Ben Swift          | Royaume-Uni        | Sky                | + 7 s              |
| 5e                 | Alessandro Bazzana | Italie             | UnitedHealthcare   | + 7 s              |
| 6e                 | Manuele Boaro      | Italie             | Tinkoff-Saxo       | + 8 s              |
| 7e                 | Enrico Battaglin   | Italie             | Bardiani CSF       | + 8 s              |
| 8e                 | Rafael Valls       | Espagne            | Lampre-Merida      | + 9 s              |
| 9e                 | Alexander Porsev   | Russie             | Katusha            | + 10 s             |
| 10e                | Juan José Lobato   | Espagne            | Movistar           | + 10 s             |
| modifier           |                    |                    |                    |                    |

### 2eétape
| Classement de l'étape | Classement de l'étape | Classement de l'étape | Classement de l'étape | Classement de l'étape |
|                       | Coureur               | Pays                  | Équipe                | Temps                 |
| --------------------- | --------------------- | --------------------- | --------------------- | --------------------- |
| 1er                   | Elia Viviani          | Italie                | Sky                   | en 4 h 29 min 59 s    |
| 2e                    | Mark Cavendish        | Royaume-Uni           | Etixx-Quick Step      | m.t                   |
| 3e                    | Andrea Guardini       | Italie                | Astana                | m.t                   |
| 4e                    | Alexander Porsev      | Russie                | Katusha               | m.t                   |
| 5e                    | Andrea Palini         | Italie                | Skydive Dubai         | m.t                   |
| 6e                    | John Degenkolb        | Allemagne             | Giant-Alpecin         | m.t                   |
| 7e                    | Daniele Ratto         | Italie                | UnitedHealthcare      | m.t                   |
| 8e                    | Daniel Oss            | Italie                | BMC Racing            | m.t                   |
| 9e                    | Michael Valgren       | Danemark              | Tinkoff-Saxo          | m.t                   |
| 10e                   | Nicola Ruffoni        | Italie                | Bardiani CSF          | m.t                   |
| modifier              |                       |                       |                       |                       |

| Classement général | Classement général | Classement général | Classement général | Classement général |
|                    | Coureur            | Pays               | Équipe             | Temps              |
| ------------------ | ------------------ | ------------------ | ------------------ | ------------------ |
| 1er                | Mark Cavendish     | Royaume-Uni        | Etixx-Quick Step   | en 7 h 54 min 43 s |
| 2e                 | Elia Viviani       | Italie             | Sky                | + 2 s              |
| 3e                 | Andrea Guardini    | Italie             | Astana             | + 6 s              |
| 4e                 | Davide Frattini    | Italie             | UnitedHealthcare   | + 11 s             |
| 5e                 | Ben Swift          | Royaume-Uni        | Sky                | + 13 s             |
| 6e                 | Enrico Battaglin   | Italie             | Bardiani CSF       | + 13 s             |
| 7e                 | Alessandro Bazzana | Italie             | UnitedHealthcare   | + 13 s             |
| 8e                 | Manuele Boaro      | Italie             | Tinkoff-Saxo       | + 14 s             |
| 9e                 | Rafael Valls       | Espagne            | Lampre-Merida      | + 15 s             |
| 10e                | Alexander Porsev   | Russie             | Katusha            | + 16 s             |
| modifier           |                    |                    |                    |                    |

### 3eétape
| Classement de l'étape | Classement de l'étape | Classement de l'étape | Classement de l'étape | Classement de l'étape |
|                       | Coureur               | Pays                  | Équipe                | Temps                 |
| --------------------- | --------------------- | --------------------- | --------------------- | --------------------- |
| 1er                   | John Degenkolb        | Allemagne             | Giant-Alpecin         | en 4 h 50 min 40 s    |
| 2e                    | Alejandro Valverde    | Espagne               | Movistar              | + 2 s                 |
| 3e                    | Juan José Lobato      | Espagne               | Movistar              | + 2 s                 |
| 4e                    | Filippo Pozzato       | Italie                | Lampre-Merida         | + 2 s                 |
| 5e                    | Marco Canola          | Italie                | UnitedHealthcare      | + 2 s                 |
| 6e                    | Philippe Gilbert      | Belgique              | BMC Racing            | + 2 s                 |
| 7e                    | Grega Bole            | Slovénie              | CCC Sprandi Polkowice | + 2 s                 |
| 8e                    | Brent Bookwalter      | États-Unis            | BMC Racing            | + 7 s                 |
| 9e                    | Geraint Thomas        | Royaume-Uni           | Sky                   | + 7 s                 |
| 10e                   | Edgar Pinto           | Portugal              | Skydive Dubai         | + 7 s                 |
| modifier              |                       |                       |                       |                       |

| Classement général | Classement général | Classement général | Classement général    | Classement général  |
|                    | Coureur            | Pays               | Équipe                | Temps               |
| ------------------ | ------------------ | ------------------ | --------------------- | ------------------- |
| 1er                | John Degenkolb     | Allemagne          | Giant-Alpecin         | en 12 h 45 min 29 s |
| 2e                 | Mark Cavendish     | Royaume-Uni        | Etixx-Quick Step      | + 4 s               |
| 3e                 | Alejandro Valverde | Espagne            | Movistar              | + 6 s               |
| 4e                 | Juan José Lobato   | Espagne            | Movistar              | + 8 s               |
| 5e                 | Alessandro Bazzana | Italie             | UnitedHealthcare      | + 11 s              |
| 6e                 | Grega Bole         | Slovénie           | CCC Sprandi Polkowice | + 12 s              |
| 7e                 | Marco Canola       | Italie             | UnitedHealthcare      | + 12 s              |
| 8e                 | Philippe Gilbert   | Belgique           | BMC Racing            | + 12 s              |
| 9e                 | Filippo Pozzato    | Italie             | Lampre-Merida         | + 12 s              |
| 10e                | Edgar Pinto        | Portugal           | Skydive Dubai         | + 17 s              |
| modifier           |                    |                    |                       |                     |

### 4eétape
| Classement de l'étape | Classement de l'étape | Classement de l'étape | Classement de l'étape | Classement de l'étape |
|                       | Coureur               | Pays                  | Équipe                | Temps                 |
| --------------------- | --------------------- | --------------------- | --------------------- | --------------------- |
| 1er                   | Mark Cavendish        | Royaume-Uni           | Etixx-Quick Step      | en 2 h 37 min 15 s    |
| 2e                    | Elia Viviani          | Italie                | Sky                   | m.t                   |
| 3e                    | Juan José Lobato      | Espagne               | Movistar              | m.t                   |
| 4e                    | Ben Swift             | Royaume-Uni           | Sky                   | m.t                   |
| 5e                    | Andrea Guardini       | Italie                | Astana                | m.t                   |
| 6e                    | Daniele Ratto         | Italie                | UnitedHealthcare      | m.t                   |
| 7e                    | Martijn Verschoor     | Pays-Bas              | Novo Nordisk          | m.t                   |
| 8e                    | Davide Cimolai        | Italie                | Lampre-Merida         | m.t                   |
| 9e                    | John Degenkolb        | Allemagne             | Giant-Alpecin         | m.t                   |
| 10e                   | Andrea Palini         | Italie                | SKydive Dubai         | m.t                   |
| modifier              |                       |                       |                       |                       |

## Classements finals

### Classement général final
| Classement général final | Classement général final | Classement général final | Classement général final | Classement général final |
|                          | Coureur                  | Pays                     | Équipe                   | Temps                    |
| ------------------------ | ------------------------ | ------------------------ | ------------------------ | ------------------------ |
| 1er                      | Mark Cavendish           | Royaume-Uni              | Etixx-Quick Step         | en 15 h 22 min 38 s      |
| 2e                       | John Degenkolb           | Allemagne                | Giant-Alpecin            | + 6 s                    |
| 3e                       | Juan José Lobato         | Espagne                  | Movistar                 | + 10 s                   |
| 4e                       | Alejandro Valverde       | Espagne                  | Movistar                 | + 12 s                   |
| 5e                       | Marco Canola             | Italie                   | UnitedHealthcare         | + 14 s                   |
| 6e                       | Alessandro Bazzana       | Italie                   | UnitedHealthcare         | + 17 s                   |
| 7e                       | Grega Bole               | Slovénie                 | CCC Sprandi Polkowice    | + 18 s                   |
| 8e                       | Philippe Gilbert         | Belgique                 | BMC Racing               | + 18 s                   |
| 9e                       | Manuele Boaro            | Italie                   | Tinkoff-Saxo             | + 18 s                   |
| 10e                      | Filippo Pozzato          | Italie                   | Lampre-Merida            | + 18 s                   |
| modifier                 |                          |                          |                          |                          |

### Classements annexes
| Classement par points | Classement par points | Classement par points | Classement par points | Classement par points |
| --------------------- | --------------------- | --------------------- | --------------------- | --------------------- |
|                       | Coureur               | Pays                  | Équipe                | Point(s)              |
| 1er                   | Mark Cavendish        | Royaume-Uni           | Etixx-Quick Step      | 56 points             |
| 2e                    | Elia Viviani          | Italie                | Sky                   | 48 pts                |
| 3e                    | Andrea Guardini       | Italie                | Astana                | 35 pts                |
| modifier              |                       |                       |                       |                       |

| Classement des sprints | Classement des sprints | Classement des sprints | Classement des sprints | Classement des sprints |
| ---------------------- | ---------------------- | ---------------------- | ---------------------- | ---------------------- |
|                        | Coureur                | Pays                   | Équipe                 | Point(s)               |
| 1er                    | Alessandro Bazzana     | Italie                 | UnitedHealthcare       | 25 points              |
| 2e                     | Manuele Boaro          | Italie                 | Tinkoff-Saxo           | 21 pts                 |
| 3e                     | Davide Frattini        | Italie                 | UnitedHealthcare       | 13 pts                 |
| modifier               |                        |                        |                        |                        |

#### Classement du meilleur jeune
| Classement du meilleur jeune | Classement du meilleur jeune | Classement du meilleur jeune | Classement du meilleur jeune | Classement du meilleur jeune |
|                              | Coureur                      | Pays                         | Équipe                       | Temps                        |
| ---------------------------- | ---------------------------- | ---------------------------- | ---------------------------- | ---------------------------- |
| 1er                          | Michael Valgren              | Danemark                     | Tinkoff-Saxo                 | en 15 h 23 min 4 s           |
| 2e                           | Ilia Koshevoy                | Biélorussie                  | Lampre-Merida                | m.t                          |
| 3e                           | Ian Boswell                  | États-Unis                   | Sky                          | m.t                          |
| modifier                     |                              |                              |                              |                              |

### UCI Asia Tour
Ce Dubaï Tour attribue des points pour l'UCI Asia Tour 2015, par équipes seulement aux coureurs des équipes continentales professionnelles et continentales, individuellement à tous les coureurs sauf ceux faisant partie d'une équipe ayant un label WorldTeam.
| Position,          | 1er | 2e | 3e | 4e | 5e | 6e | 7e | 8e | 9e | 10e | 11e | 12e | 13e | 14e | 15e |
| Classement général | 100 | 70 | 40 | 30 | 25 | 20 | 15 | 10 | 9  | 8   | 7   | 6   | 5   | 4   | 3   |
| Par étape          | 20  | 14 | 8  | 7  | 6  | 5  | 4  | 2  |    |     |     |     |     |     |     |
| Leader, par étape  | 10  |    |    |    |    |    |    |    |    |     |     |     |     |     |     |

| Cycliste           | Équipe                | Général | Étape | Leader | Total |
| ------------------ | --------------------- | ------- | ----- | ------ | ----- |
| Marco Canola       | UnitedHealthcare      | 25      | 6     | -      | 31    |
| Alessandro Bazzana | UnitedHealthcare      | 20      | -     | -      | 20    |
| Grega Bole         | CCC Sprandi Polkowice | 15      | 4     | -      | 19    |
| Andrea Palini      | Skydive Dubai         | -       | 10    | -      | 10    |
| Daniele Ratto      | UnitedHealthcare      | -       | 9     | -      | 9     |
| Edgar Pinto        | Skydive Dubai         | 7       | -     | -      | 7     |
| Enrico Battaglin   | Bardiani CSF          | 5       | -     | -      | 5     |
| Martijn Verschoor  | Novo Nordisk          | -       | 4     | -      | 4     |
| Paolo Simion       | Bardiani CSF          | -       | 2     | -      | 2     |

## Évolution des classements
| Étape              | Vainqueur          | Classement général | Classement par points | Classement des sprints | Classement du meilleur jeune |
| ------------------ | ------------------ | ------------------ | --------------------- | ---------------------- | ---------------------------- |
| 1                  | Mark Cavendish     | Mark Cavendish     | Mark Cavendish        | Ben Swift              | Paolo Simion                 |
| 2                  | Elia Viviani       | Mark Cavendish     | Mark Cavendish        | Davide Frattini        | Paolo Simion                 |
| 3                  | John Degenkolb     | John Degenkolb     | Mark Cavendish        | Alessandro Bazzana     | Michael Valgren              |
| 4                  | Mark Cavendish     | Mark Cavendish     | Mark Cavendish        | Alessandro Bazzana     | Michael Valgren              |
| Classements finals | Classements finals | Mark Cavendish     | Mark Cavendish        | Alessandro Bazzana     | Michael Valgren              |

## Liste des participants
- Liste de départ complète

| Légende                          | Légende                                                                                                  | Légende                                | Légende                                                                                                  |
| -------------------------------- | --- | -------------------------------------- | --- |
| Num                              | Dossard de départ porté par le coureur sur ce Dubaï Tour                                                 | Pos                                    | Position finale au classement général                                                                    |
| Leader du classement général     | Indique le vainqueur du classement général                                                               | Leader du classement par points        | Indique le vainqueur du classement par points                                                            |
| Leader du classement des sprints | Indique le vainqueur du classement des sprints                                                           | Leader du classement du meilleur jeune | Indique le vainqueur du classement du meilleur jeune                                                     |
|                                  | Indique un maillot de champion national ou mondial, suivi de sa spécialité                               | NP                                     | Indique un coureur qui n'a pas pris le départ d'une étape, suivi du numéro de l'étape où il s'est retiré |
| AB                               | Indique un coureur qui n'a pas terminé une étape, suivi du numéro de l'étape où il s'est retiré          | HD                                     | Indique un coureur qui a terminé une étape hors des délais, suivi du numéro de l'étape                   |
| *                                | Indique un coureur en lice pour le classement du meilleur jeune (coureurs nés après le 1er janvier 1990) |                                        | |

| AG2R La Mondiale ALM  | AG2R La Mondiale ALM     | AG2R La Mondiale ALM |
| --------------------- | ------------------------ | -------------------- |
| Num                   | Coureur                  | Pos                  |
| 1                     | Johan Vansummeren (BEL)  | 32e                  |
| 2                     | Gediminas Bagdonas (LTU) | 53e                  |
| 3                     | Mikaël Cherel (FRA)      | 17e                  |
| 4                     | Damien Gaudin (FRA)      | 26e                  |
| 5                     | Patrick Gretsch (GER)    | 69e                  |
| 6                     | Lloyd Mondory (FRA)      | 52e                  |
| 7                     | Matteo Montaguti (ITA)   | 55e                  |
| 8                     | Sébastien Minard (FRA)   | 58e                  |
| Directeur sportif : ? |                          |                      |

| Astana AST            | Astana AST                    | Astana AST |
| --------------------- | ----------------------------- | ---------- |
| Num                   | Coureur                       | Pos        |
| 11                    | Vincenzo Nibali (ITA) (Route) | 39e        |
| 12                    | Lars Boom (NED)               | 36e        |
| 13                    | Laurens De Vreese (BEL)       | 57e        |
| 14                    | Dmitriy Gruzdev (KAZ)         | 82e        |
| 15                    | Andrea Guardini (ITA)         | 71e        |
| 16                    | Alexey Lutsenko (KAZ)*        | 35e        |
| 17                    | Ruslan Tleubayev (KAZ)        | 51e        |
| 18                    | Alessandro Vanotti (ITA)      | 112e       |
| Directeur sportif : ? |                               |            |

| Bardiani CSF BAR      | Bardiani CSF BAR       | Bardiani CSF BAR |
| --------------------- | ---------------------- | ---------------- |
| Num                   | Coureur                | Pos              |
| 21                    | Enrico Battaglin (ITA) | 13e              |
| 22                    | Nicola Boem (ITA)      | AB-4             |
| 23                    | Andrea Piechele (ITA)  | NP-4             |
| 24                    | Stefano Pirazzi (ITA)  | 100e             |
| 25                    | Nicola Ruffoni (ITA)*  | 75e              |
| 26                    | Paolo Simion (ITA)*    | AB-4             |
| 27                    | Luca Sterbini (ITA)*   | 110e             |
| 28                    | Simone Sterbini (ITA)* | 97e              |
| Directeur sportif : ? |                        |                  |

| BMC Racing BMC        | BMC Racing BMC         | BMC Racing BMC |
| --------------------- | ---------------------- | -------------- |
| Num                   | Coureur                | Pos            |
| 31                    | Philippe Gilbert (BEL) | 8e             |
| 32                    | Brent Bookwalter (USA) | 12e            |
| 33                    | Marcus Burghardt (GER) | 14e            |
| 34                    | Stefan Küng (SUI)*     | 43e            |
| 35                    | Klaas Lodewyck (BEL)   | AB-3           |
| 36                    | Daniel Oss (ITA)       | 28e            |
| 37                    | Manuel Quinziato (ITA) | 62e            |
| 38                    | Rick Zabel (GER)*      | 29e            |
| Directeur sportif : ? |                        |                |

| CCC Sprandi Polkowice CCC | CCC Sprandi Polkowice CCC    | CCC Sprandi Polkowice CCC |
| ------------------------- | ---------------------------- | ------------------------- |
| Num                       | Coureur                      | Pos                       |
| 41                        | Grega Bole (FRA)             | 7e                        |
| 42                        | Christian Delle Stelle (ITA) | 85e                       |
| 43                        | Adrian Kurek (POL)           | 64e                       |
| 44                        | Jarosław Marycz (POL)        | 63e                       |
| 45                        | Łukasz Owsian (POL)*         | 56e                       |
| 46                        | Maciej Paterski (POL)        | 70e                       |
| 47                        | Grzegorz Stępniak (POL)      | 77e                       |
| 48                        | Sylwester Szmyd (POL)        | 98e                       |
| Directeur sportif : ?     |                              |                           |

| Etixx-Quick Step EQS  | Etixx-Quick Step EQS     | Etixx-Quick Step EQS |
| --------------------- | ------------------------ | -------------------- |
| Num                   | Coureur                  | Pos                  |
| 51                    | Mark Cavendish (GBR)     | 1er                  |
| 52                    | Tony Martin (GER)        | 47e                  |
| 53                    | Mark Renshaw (AUS)       | 41e                  |
| 54                    | Fabio Sabatini (ITA)     | 65e                  |
| 55                    | Petr Vakoč (CZE)*        | 80e                  |
| 56                    | Julien Vermote (BEL)     | 44e                  |
| 57                    | Carlos Verona (ESP)*     | 111e                 |
| 58                    | Łukasz Wiśniowski (POL)* | 81e                  |
| Directeur sportif : ? |                          |                      |

| Lampre-Merida LAM     | Lampre-Merida LAM           | Lampre-Merida LAM |
| --------------------- | --------------------------- | ----------------- |
| Num                   | Coureur                     | Pos               |
| 61                    | Filippo Pozzato (ITA)       | 10e               |
| 62                    | Davide Cimolai (ITA)        | 99e               |
| 63                    | Chun Kai Feng (TPE) (Route) | 109e              |
| 64                    | Ilia Koshevoy (BLR)*        | 24e               |
| 65                    | Luka Pibernik (SLO)*        | 72e               |
| 66                    | Jan Polanc (SLO)*           | 79e               |
| 67                    | Rafael Valls (ESP)          | 33e               |
| 68                    | Xu Gang (CHN)               | 61e               |
| Directeur sportif : ? |                             |                   |

| Movistar MOV          | Movistar MOV               | Movistar MOV |
| --------------------- | -------------------------- | ------------ |
| Num                   | Coureur                    | Pos          |
| 71                    | Alejandro Valverde (ESP)   | 4e           |
| 72                    | Eros Capecchi (ITA)        | 66e          |
| 73                    | Jonathan Castroviejo (ESP) | 59e          |
| 74                    | Jesús Herrada (ESP)*       | 68e          |
| 75                    | Pablo Lastras (ESP)        | 106e         |
| 76                    | Juan José Lobato (ESP)     | 3e           |
| 77                    | Adriano Malori (ITA)       | 102e         |
| 78                    | Giovanni Visconti (ITA)    | 45e          |
| Directeur sportif : ? |                            |              |

| Skydive Dubai SKD     | Skydive Dubai SKD           | Skydive Dubai SKD |
| --------------------- | --------------------------- | ----------------- |
| Num                   | Coureur                     | Pos               |
| 81                    | Francisco Mancebo (ESP)     | 21e               |
| 82                    | Mohamed Al Murawwi (UAE)    | 113e              |
| 83                    | Rafaâ Chtioui (TUN) (Route) | 101e              |
| 84                    | Vladimir Gusev (RUS)        | 50e               |
| 85                    | Soufiane Haddi (MAR)*       | AB-3              |
| 86                    | Adil Jelloul (MAR) (Route)  | 54e               |
| 87                    | Edgar Pinto (POR)           | 11e               |
| 88                    | Andrea Palini (ITA)         | 74e               |
| Directeur sportif : ? |                             |                   |

| Giant-Alpecin TGA     | Giant-Alpecin TGA         | Giant-Alpecin TGA |
| --------------------- | ------------------------- | ----------------- |
| Num                   | Coureur                   | Pos               |
| 91                    | John Degenkolb (GER)      | 2e                |
| 92                    | Roy Curvers (NED)         | 48e               |
| 93                    | Johannes Fröhlinger (GER) | 103e              |
| 94                    | Chad Haga (USA)           | 46e               |
| 95                    | Thierry Hupond (FRA)      | 94e               |
| 96                    | Tobias Ludvigsson (SWE)*  | 108e              |
| 97                    | Luka Mezgec (SLO)         | 37e               |
| 98                    | Zico Waeytens (BEL)*      | 92e               |
| Directeur sportif : ? |                           |                   |

| Katusha KAT           | Katusha KAT                    | Katusha KAT |
| --------------------- | ------------------------------ | ----------- |
| Num                   | Coureur                        | Pos         |
| 101                   | Joaquim Rodríguez (ESP)        | 27e         |
| 102                   | Sergey Chernetskiy (RUS)*      | 42e         |
| 103                   | Alexander Porsev (RUS) (Route) | 30e         |
| 104                   | Egor Silin (RUS)               | 23e         |
| 105                   | Simon Špilak (SLO)             | 34e         |
| 106                   | Ángel Vicioso (ESP)            | 40e         |
| 107                   | Eduard Vorganov (RUS)          | 16e         |
| 108                   | Anton Vorobyev (RUS)*          | 86e         |
| Directeur sportif : ? |                                |             |

| Novo Nordisk TNN      | Novo Nordisk TNN           | Novo Nordisk TNN |
| --------------------- | -------------------------- | ---------------- |
| Num                   | Coureur                    | Pos              |
| 111                   | Kevin De Mesmaeker (BEL)*  | 114e             |
| 112                   | Nicolas Lefrançois (FRA)   | 90e              |
| 113                   | David Lozano (ESP)         | 60e              |
| 114                   | Javier Mejías (ESP)        | 22e              |
| 115                   | Andrea Peron (ITA)         | 104e             |
| 116                   | Ruud Cremers (NED)*        | 119e             |
| 117                   | Martijn Verschoor (NED)    | 105e             |
| 118                   | Christopher Williams (AUS) | 115e             |
| Directeur sportif : ? |                            |                  |

| Sky SKY               | Sky SKY                  | Sky SKY |
| --------------------- | ------------------------ | ------- |
| Num                   | Coureur                  | Pos     |
| 121                   | Ian Boswell (USA)*       | 25e     |
| 122                   | Bernhard Eisel (AUT)     | 96e     |
| 123                   | Andrew Fenn (GBR)*       | 91e     |
| 124                   | David López García (ESP) | 93e     |
| 125                   | Salvatore Puccio (ITA)   | 89e     |
| 126                   | Ben Swift (GBR)          | 67e     |
| 127                   | Geraint Thomas (GBR)     | 38e     |
| 128                   | Elia Viviani (ITA)       | 49e     |
| Directeur sportif : ? |                          |         |

| Tinkoff-Saxo TCS      | Tinkoff-Saxo TCS               | Tinkoff-Saxo TCS |
| --------------------- | ------------------------------ | ---------------- |
| Num                   | Coureur                        | Pos              |
| 131                   | Robert Kišerlovski (CRO)       | 20e              |
| 132                   | Michael Valgren (DEN)* (Route) | 15e              |
| 133                   | Manuele Boaro (ITA)            | 9e               |
| 134                   | Michal Kolář (SVK)*            | 76e              |
| 135                   | Evgueni Petrov (RUS)           | 95e              |
| 136                   | Juraj Sagan (SVK)              | 88e              |
| 137                   | Matteo Tosatto (ITA)           | 87e              |
| 138                   | Oliver Zaugg (SUI)             | 18e              |
| Directeur sportif : ? |                                |                  |

| Équipe nationale des Émirats arabes unis UAE | Équipe nationale des Émirats arabes unis UAE | Équipe nationale des Émirats arabes unis UAE |
| -------------------------------------------- | -------------------------------------------- | -------------------------------------------- |
| Num                                          | Coureur                                      | Pos                                          |
| 141                                          | Ammar Abdulla (UAE)*                         | AB-2                                         |
| 142                                          | Naser Al Memari (UAE)                        | AB-2                                         |
| 143                                          | Majid Albalooshi (UAE)                       | 117e                                         |
| 144                                          | Badr Mirza (UAE)                             | 107e                                         |
| 145                                          | Essa Khalifa (UAE)*                          | AB-2                                         |
| 146                                          | Abdulla Almansoori (UAE)*                    | 120e                                         |
| 147                                          | Jaber Al Mansoori (UAE)*                     | 116e                                         |
| 148                                          | Mohammed Yousef Almansoori (UAE)*            | 118e                                         |
| Directeur sportif : ?                        |                                              |                                              |

| UnitedHealthcare UHC  | UnitedHealthcare UHC     | UnitedHealthcare UHC |
| --------------------- | ------------------------ | -------------------- |
| Num                   | Coureur                  | Pos                  |
| 151                   | Alessandro Bazzana (ITA) | 6e                   |
| 152                   | Janez Brajkovič (SLO)    | 31e                  |
| 153                   | Marco Canola (ITA)       | 5e                   |
| 154                   | Robert Förster (GER)     | 84e                  |
| 155                   | Davide Frattini (ITA)    | 83e                  |
| 156                   | Daniele Ratto (ITA)      | 73e                  |
| 157                   | Kiel Reijnen (USA)       | 19e                  |
| 157                   | Federico Zurlo (ITA)*    | 78e                  |
| Directeur sportif : ? |                          |                      |